# 사이타마 현립 역사민속박물관

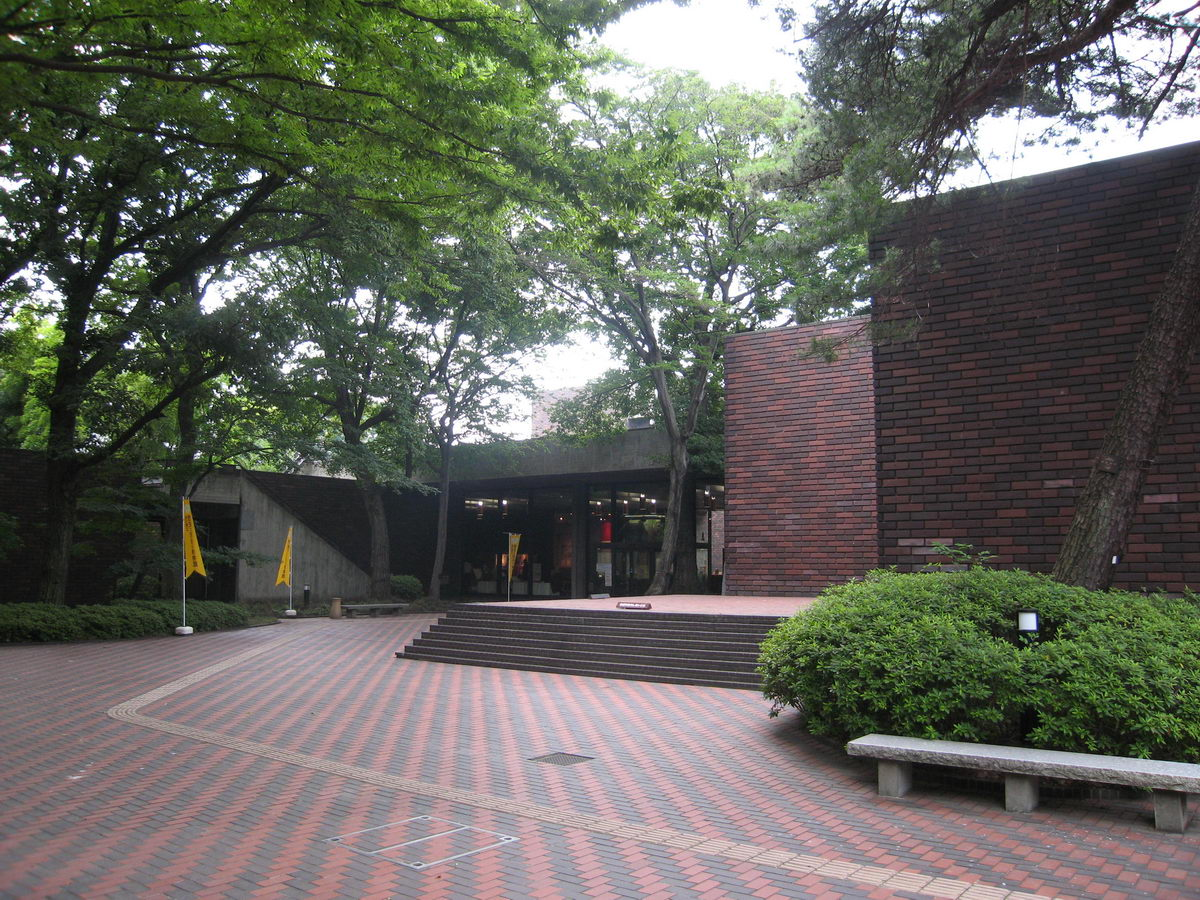

사이타마 현립 역사 민속 박물관(일본어: 埼玉県立歴史と民俗の博物館 사이타마켄리쓰레키시토민조쿠노하쿠바쓰칸[*])은 일본 사이타마현 사이타마시 오미야구 오미야 공원 내에 있는 박물관으로, 역사와 민속을 중심으로 역사계 종합 박물관이다. 전신은 1971년 현위치에 개관한 사이타마 현립 박물관에서 2006년 사이타마 현립 민속 문화 센터와 통합하여 현 명칭이 되었다.

## 같이 보기
- 무사시국